# Manuel Castillo
Manuel Castillo Navarro-Aguilera (* 8. Februar 1930 in Sevilla/Provinz Sevilla; † 1. November 2005 in Madrid) war ein spanischer Komponist und Musikpädagoge.

## Leben
Castillo begann seine Klavier- und Kompositionausbildung in Sevilla bei Norbert Almandoz und Antonio Pantón und setzte sie in Madrid bei Conrado del Campo und Antonio Moreno Pozo fort. Schließlich studierte er in Paris bei Nadia Boulanger. Er unterrichtete Klavier und Komposition am Konservatorium von Sevilla, dessen Leiter er von 1964 bis 1978 war. Er komponierte Klavier- und Orgelstücke, Orchesterwerke, Sinfonien und Instrumentalkonzerte, Kammermusik und Vokalmusik. 1992 erhielt er den Auftrag zur Komposition der offiziellen Musik der Expo 92 in Sevilla. 1959 und 1990 wurde er mit dem Premio Nacional de Música ausgezeichnet, 1988 als Hijo Predilecto de Andalucia geehrt.

## Werke
- Sonatina für Klavier, 1949
- Tiempo de danza für Klavier, 1949
- Andaluza für Klavier, 1949
- 2 apuntes de Navidad für Klavier, 1952
- Suite para piano, 1952
- Tocata para piano, 1952
- Nocturnos de Getsemaní für Klavier, 1953
- Preludio para la mano izquierda für Klavier, 1953
- Divertimento für Oboe, Klarinette und Fagott, 1954
- Dos Canciones de Juan Ramón für Chor, 1954
- Dos canciones para la Navidad, 1954
- Quinteto de vient, 1955
- Canción y danza für Klavier, 1955
- Canciones infantiles, 1956
- 3 impromptus für Klavier, 1957
- Elevación für Orgel, 1957
- Suite für Orgel, 1957
- Concierto para piano número 1, 1958
- Très canciones del mar, 1958
- 3 piezas für Klavier, 1959
- Preludio, diferencias y tocata für Klavier, 1959
- Hi accipient für Orgel, 1960
- Ave María für Chor, 1961
- Al nacimiento de Nuestro Señor, 1961
- Partita para flauta solista y orquesta de cuerda, 1962
- Sonata für Violine und Klavier, 1962
- Estudio-Sonatina für Klavier, 1963
- Misa de Corpus Christi, 1963
- 2 cantigas de Alfonso X für Chor, 1965
- Misa andaluza, 1965
- Concierto para piano número 2, 1966
- Cuatro invenciones für Streichquartett, 1967
- Fiat América für Chor und Instrumentalensemble, 1968
- Coral y diferencias für Orgel und Streichorchester, 1969
- Sinfonía número 1, 1969
- Sonata für Orgel und Streichorchester, 1969
- Antífonas de Pasión für Chor, 1970
- Impromptu für Flöte und Klavier, 1971
- El Arcángel de la Niebla, Hörspielmusik, 1971
- Sonata für Klavier, 1972
- Fantasía para un libro de órgano, 1972
- Preludio, tiento  y chacona für Orgel, 1972
- Sonata für Cello und Klavier, 1974
- Cuatro poemas de Manuel Machado, 1974
- Cantata del Sur, 1975
- Quinteto con guitare, 1975
- Introducción al piano contemporáneo, 1975
- Diferencias sobre un tema de Falla für Orgel, 1975
- Trazos für Flöte solo, 1976
- Ricercare a Pau Casals für Klarinette und Klavier, 1976
- Glosas del Círculo Mágico, 1976
- Concierto para piano número 3, 1977
- Invocación für fünf Perkussionisten, 1978
- 3 cantos para recordar a Eslava für Chor, 1978
- Suite Mediterránea, 1979
- Presencia infantil, 1979
- Tempus für Klavier, 1980
- Reina de la Paz, marcha, 1980
- Ofrenda für Klavier, 1982
- Cuatro cuadros de Murillo, 1982
- Trio nº 1 für Klavier, Violine und Cello, 1983
- Concierto para 2 pianos y orquesta, 1984
- Kasidas del Alcàzar für zwei Gitarren, 1984
- Concierto para violín y orquestra, 1985
- Suite de los Espejos für drei Flöten und Vibraphon, 1985
- Nocturno en Sanlúcar für Klavier, 1985
- Tembra un neno für Chor, 1985
- Intimus für Klavier, 1986
- Piano a cuatro, 1986
- Sonata para guitarra, 1986
- 5 sonetos Lorquianos, 1986
- Très preludios para guitarra, 1987
- Para Arthur für Klavier, 1987
- Música Oficial para la Exposición Universal Sevilla 92, 1988
- Canto a la conquista de Málaga, 1988
- Danzarina en una Catedral, 1990
- Concierto para guitare y orquestra, 1990
- Orippo, Rezitativ und Allegro für Klarinette und Streichorchester, 1991
- Cuarteto de Cuerda nº 1, 1991
- Sinfonía para órgano, 1991
- Variaciones sobre un tema de Almandoz für Orgel, 1991
- Sinfonía número 2, 1992
- Marco para un acorde de Tomás für Klavier, 1992
- Perpetuum für Klavier, 1992
- En las hojas del tiempo (baile de seises), 1992
- Variaciones sobre un tema de Mompou für Streichquartett, 1993
- Retablos de los Venerables für Orgel, 1993
- Modo antiquo für Orgel, 1994
- Alborada für Klarinette und Klavier, 1994
- Sinfonía número 3 "Poemas de Luz", 1994
- 3 nocturnos für Chor, 1994
- Invención für Klavier, 1995
- Sinfonietta homenaje a Manuel de Falla, 1996
- Concierto Sacro Hispalense für Orgel, Blechbläser und Pauken, 1997
- Esplendor de los Santos, 2003